# خواكيم مولر
خواكيم مولر (بالألمانية: Joachim Müller)‏ (و. 1952  م) هو لاعب كرة قدم من ألمانيا، وألمانيا الشرقية، ولد في تسفيكاو.

## مسيرته الكروية
لعب خواكيم مولر خلال مسيرته الاحترافية مع نادِ واحدٍ في 16 موسمًا وسجل خلالها 66 هدفًا ضمن 365 مباراة. ولم يفوز بأي موسم بالكأس أو بالدوري.
خاض خواكيم مولر مسيرته مع نادي كيمنتزر في موسم 1970–71 ليلعب معه ستة عشر موسمًا، مشاركًا في 365 مباراة سجل خلالها 66 هدفًا.

## روابط خارجية
- خواكيم مولر على موقع قاعدة بيانات كرة القدم.إي يو (الإنجليزية)
- خواكيم مولر على موقع ناشيونال فوتبول تيمز (الإنجليزية)
- خواكيم مولر على موقع عالم كرة القدم.نت (الإنجليزية)